# Klasztor Dominikanów w Czartorysku
Klasztor Dominikanów w Czartorysku – rzymskokatolicki kompleks klasztorny należący do zakonu dominikanów, czynny w latach 1639–1832. Kościół klasztorny był użytkowany w dwudziestoleciu międzywojennym jako świątynia parafialna. Opuszczony i zniszczony po II wojnie światowej, w latach 1997–2007 część jego zabudowań została zaadaptowana na prawosławny monaster Podwyższenia Krzyża Pańskiego.

## Historia
Klasztor ufundował wojewoda dorpacki Jerzy Leszczyński w 1639. Istniał przez niecałe dwieście lat - w 1832 został zlikwidowany przez władze rosyjskie i przekazany Rosyjskiemu Kościołowi Prawosławnemu. Według innego źródła katolicki kościół klasztorny nadal działał jako parafialny, a miejscowa wspólnota prawosławna zaczęła wykorzystywać go jako cerkiew dopiero w 1914. W czasie wojny polsko-bolszewickiej kościół zdewastowano. Zrujnowany obiekt przejęła ponownie katolicka parafia, doprowadzając do jego odnowienia. Świątynia została odebrana katolikom po II wojnie światowej. Do 1951 w obiekcie odbywały się nabożeństwa prawosławne, jednak w czasie akcji kolektywizacji parafii prawosławnej pozostawiono mniejszą cerkiew Zaśnięcia Matki Bożej, podczas gdy w kościele urządzono spichlerz. W 1975 obiekt został porzucony przez kołchoz. Do 1997 popadł w niemal całkowitą ruinę. W wymienionym roku został przekazany wspólnocie mnichów prawosławnych i w kolejnej dekadzie zaadaptowany na sobór Podwyższenia Krzyża Pańskiego, główną świątynię monasteru Podwyższenia Krzyża Pańskiego w jurysdykcji eparchii wołyńskiej Patriarchatu Moskiewskiego.

## Architektura
Kompleks klasztoru dominikańskiego w 1720 składał się z kościoła św. Józefa, wolnostojącej kapliczki przydrożnej, dwóch budynków mieszkalnych, prowadzonych przez zakonników szkoły i szpitala. Byli oni także właścicielami folwarku i młyna na Styrze. Główny kościół klasztorny został gruntownie przebudowany w I poł. XVIII w., najpewniej według projektu Pawła Giżyckiego. Jest to świątynia trójnawowa, z transeptem, w stylu barokowym, o wklęsłej fasadzie z trójdzielnym frontonem, zdobiona pilastrami. Po przebudowie w latach 1997-2007 w architekturze obiektu pojawiły się elementy typowe dla architektury cerkiewnej Rosyjskiego Kościoła Prawosławnego.